# Adelino da Palma Carlos

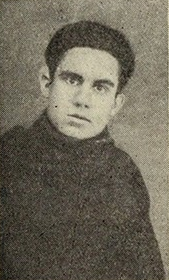
Adelino da Palma Carlos um 1924

Adelino da Palma Carlosⓘ (* 3. Mai 1905 in Faro; † 27. Oktober 1992 in Lissabon) war ein portugiesischer Rechtsanwalt und Politiker. Er war nach der Nelkenrevolution vom 15. Mai bis zum 17. Juli 1974 und dem Sturz des Estado Novo erster portugiesischer Regierungschef der Dritten Republik.

## Leben
Da Palma Carlos war bereits seit seiner Jugendzeit ein Gegner der Diktatur Salazars und später Caetanos. Er war seit seinem Studium an der Universität Lissabon für seine liberalen Einstellungen bekannt.

### Amtszeit als Ministerpräsident
General Spínola, der nach der Nelkenrevolution Übergangspräsident wurde, berief ihn daher an die Spitze der ersten nachrevolutionären Regierung, der General sah ihn als Gegengewicht zu den radikal-sozialistischen Strömungen innerhalb des MFA. Die von da Palma Carlos angeführte Regierung vereinte die gesamte Bandbreite der Gegner des Estado Novo, von den eher konservativen Anhängern Spínolas bis zu Mitgliedern der Kommunistischen Partei und radikalen Mitgliedern des MFA. So war der eher konservative spätere Ministerpräsident Francisco Sá Carneiro Mitglied seiner Regierung, ebenso als Verteidigungsminister der spätere Ministerpräsident und Staatspräsident Mário Soares, als Außenminister fungierte der Generalsekretär der Kommunistischen Partei, Álvaro Cunhal.
Da Palma Carlos gelang es nicht, diese verschiedenen Strömungen innerhalb seiner Regierung auf eine Linie zu verpflichten. Dazu kam, dass Spínola, die große Stütze des Ministerpräsidenten, selbst zunehmend in Gegensatz zu den radikalen Kräften des MFA geriet, er da Palma Carlos deshalb nicht mehr voll unterstützen konnte. Zusätzlich hatten sich während der Nelkenrevolution inoffizielle, nicht verfassungsmäßig legitimierte Machtorgane gebildet, so die Nationale Rettungsfront, die unmittelbar nach der Revolution die Aufgaben der gestürzten Regierung übernahm, bei Antritt der Regierung da Palma Carlos jedoch nicht aufgelöst wurde, und besonders natürlich der MFA. Da Palma Carlos scheiterte bei seinen Bemühungen, diese parallelen Machtorgane wieder zu entmachten, die Regierungsgewalt in seiner Regierung zu konzentrieren.
Als ein Vorschlag von da Palma Carlos, bei dem es darum ging, ob die Präsidentschaftswahl vor, nach oder gleichzeitig mit einem Verfassungsreferendum durchgeführt werden sollte, von allen Seiten der Gesellschaft abgelehnt wurde, trat er zurück. Spínola hatte angesichts der Machtverhältnisse innerhalb des MFA keine andere Wahl, als den wesentlich radikaleren Vasco Gonçalves zu seinem Nachfolger zu berufen. Auch die eher konservativen Mitglieder der Regierung da Palma Carlos, wie z. B. Sá Carneiro, gehörten dieser neuen Regierung nicht mehr an.
Nach seinem Rücktritt zog sich Adelino da Palma Carlos vollständig aus der Politik zurück.

### Familie
Adelino da Palma Carlos war seit 1928 mit der Juristin und Frauenrechtlerin Elina Júlia Chaves Pereira Guimarães verheiratet, der einzigen Tochter des Premierministers der Ersten Republik, Vitorino de Carvalho Guimarães. Er hatte keine Kinder.